# Aleksander Kolańczuk
Aleksander Kolańczuk (ur. 2 kwietnia 1932 w Wólce Tarnowskiej, zm. 7 maja 2023 w Przemyślu) – polski historyk pochodzenia ukraińskiego.

## Życiorys
Absolwent Wyższej Szkoły Rolniczej w Olsztynie. Studia ukończył w 1956 uzyskując tytuł magistra inżyniera rolnictwa. Przez wiele lat pracował na różnych stanowiskach w gospodarce rolnej i szkolnictwie rolniczym. W 2001 obronił na Politechnice Lwowskiej pracę doktorską i otrzymał stopień doktora nauk humanistycznych w zakresie historii. Specjalizował się w dziejach wojskowości XX wieku. Autor 8 książek, ok. 300 artykułów, w tym ponad 100 publikacji dotyczących stosunków polsko-ukraińskich. Od 1998 był wiceprezesem Południowo-Wschodniego Instytutu Naukowego w Przemyślu.
Zaangażowany w życie ukraińskiej mniejszości narodowej. W latach 1995–2001 był członkiem zarządu Związku Ukraińców w Polsce.
W 2013 został uhonorowany tytułem doktora honoris causa Instytutu Polityki Regionalnej i Ekonomii w Kirowohradzie.
Został pochowany na cmentarzu Głównym w Przemyślu.

## Odznaczenia
- Krzyż Oficerski Orderu Odrodzenia Polski (2015)[4][5]
- Krzyż Kawalerski Orderu Odrodzenia Polski (1985)
- Złoty Krzyż Zasługi (1972)
- Srebrny Krzyż Zasługi (1958)
- Odznaka „Zasłużony dla Warmii i Mazur” (1961)
- Złota Odznaka NOT (1985)
- Order Księcia Jarosława Mądrego V klasy (Ukraina, 2007)[6]
- Medal jubileuszowy „25 lat niepodległości Ukrainy” (2016)[7].

## Publikacje książkowe
- Internowani żołnierze armii UNR w Kaliszu 1920-1939, Kalisz-Przemyśl-Lwów 1995
- Генералітет українських визвольних змагань. Біограми генералів та адміралів українських військових формацій першої половини ХХ століття, (współautorzy: М. Литвин, К. Науменко), Львів 1995
- Українська військова еміграція у Польщі 1920-1939, Львів 2000
- Cmentarz Prawosławny na Woli w Warszawie. Groby ukraińskie. Przewodnik, Warszawa 2002 (współautor: Roman Szagała)
- Nekropolie i groby ukraińskich walk niepodległościowych w latach 1917-1921, Przemyśl 2003
- Увічнення нескорених. Українські військові меморіали 20-30-х років ХХ ст. у Польщі, Львів 2003
- Umarli, aby zmartwychwstała Ukraina. Померли, щоб воскресла Україна, Przemyśl 2007
- Ukraińscy generałowie w Polsce. Emigranci polityczni w latach 1920–1939. Słownik biograficzny, Przemyśl 2009